# Mathieu Laffite
Pour les articles homonymes, voir Laffite.
Mathieu Laffite, né à Cazaux-Villecomtal (Gers) le 14 octobre 1808 et mort dans le 1er arrondissement de Paris le 18 octobre 1882, est un ancien secrétaire de la Préfecture de police et ancien avocat, journaliste libéral et négociant qui a racheté en 1850 puis dirigé le Bulletin de Paris avant de s'investir dans la création d'une agence de publicité avec Charles-Louis Havas, l'agence Havas-Laffite.

## Biographie
Mathieu Laffite est né le 14 octobre 1808. Avocat puis secrétaire général du premier préfet de Paris à la préfecture de la Seine d'Ariste Jacques Trouvé-Chauvel. Il reprend avec Duport et Bullier en 1850 le Bulletin de Paris, correspondance des journaux, des départements et de l'étranger, fondée le 28 février 1848 par Adrien de Lavalette. Il était l'oncle de Jean Charles Mathieu Laffite, né le 27 août 1851 à Cazaux-Villecomtal, qui deviendra président de l'agence de publicité nommée Société Havas Laffite et Compagnie.

### Le propriétaire du Bulletin de Paris
Mathieu Laffite offrait sa correspondance gratuitement et en contrepartie le journal abonné au Bulletin de Paris insérait un certain nombre d'annonces publicitaires. Ce système coexistait alors avec la grande régie publicitaire fondée par Havas 15 ans plus tôt.
Le 2 novembre 1852, Charles-Louis Havas, à la veille de se retirer, avait absorbé le très rentable Bulletin de Paris. Lors de l'union du Bulletin de Paris en 1855, les annonces étaient payées par Bullier-Duport et Cie groupés autour de Mathieu Laffite. La société réunit en 1856 Laffite, Bullier et Mercier, les associés du Bulletin de Paris. La Société générale des annonces s'unit un an plus tard à l'Agence Havas.

### L'associé d'Havas
En 1857 se sont regroupées Havas et la SGA, celle-ci devient Havas, Fauchey, Laffite, Bullier & Cie, appelée ensuite Société Havas Laffite et Compagnie.
En 1865, c'est l'union totale — sans fusion néanmoins — du groupe Mathieu Laffite et de l'Agence Havas. L'agence Havas poursuit son ascension et supplante définitivement, en 1867, le groupe Mathieu.
Le deuxième traité Havas-Reuter, datant du 1er mai 1874, qui met en commun tous les services télégraphiques quelconques présents et à venir, cite deux signataires, la Reuter’s Telegram Company et la Société Havas Laffite et Compagnie], qui aura droit comme par le passé à la moitié des bénéfices de cette double exploitation commune.
Édouard Lebey le fils de Jacques-Édouard Lebey, un des associés de la Société Havas Laffite et Compagnie deviendra en 1879 directeur de l'Agence Havas.